# LGBT práva v Kanadě

Duhová mapa Kanady

Neoficiální duhová vlajka Kanady

Práva leseb, gayů, bisexuálů a translidí (LGBT) v Kanadě jsou považována za nejvíce progresivní nejen na americkém kontinentu, ale i na celém světě. V období Britské Severní Ameriky byl pohlavní styk mezi muži těžkým zločinem, za nějž šlo uložit trest smrti. V historických záznamech však nejsou dohledatelná žádná data o odsouzených osobách. Dalo by se říci, že tehdejší politická struktura byla v této věci liknavá. Později se trest smrti za homosexuální jednání zrušil a nahradil jiný zákon trestající hrubou obscénnost mezi muži. Ke konci 19. století už jsou známy případy vymáhání nových zákonů. Na počátku 20. století zdejší právo často vykreslovalo homosexuální muže za sexuální delikventy až do obecně známé kauzy George Klipperta, který byl usvědčen z několika souloží s jinými muži, a odsouzen k doživotnímu vězení. Stejnopohlavní sexuální aktivita byla pak dekrminalizována v roce 1969 v rámci novelizace trestních zákonů navržené v roce 1967 tehdejším ministrem spravedlnosti a generálním prokurátorem Pierrem Trudeau (15. kanadský premiér, znám svým výrokem: "Postoj, který v této otázce zastávám je takový, že stát nemá v ložnicích občanů co dělat.")
Ačkoli měly homosexuální páry status neregistrovaného soužití, který jim přiznával určitou část práv a povinnosti plynoucí z heterosexuálních manželství, bylo v roce 2003 stejnopohlavní manželství legalizováno pouze v osmi z deseti kanadských provincií a jednom ze tří teritorií. 20. července 2005 se Kanada stala první mimoevropskou zemí a čtvrtou zemí na světě, která legalizovala sňatky osob stejného pohlaví, a to po přijetí nového zákona o občanských sňatcích (Civil Marriage Act). Nový zákon platí na federální úrovni, a tudíž se jím musí řídit všechny provincie a teritoria. Diskriminace jiných sexuálních orientací v bydlení, veřejném i soukromém ubytování je zakázána celonárodně. U genderových identit záleží na přístupu konkrétní provincie či teritoria. Legální věk způsobilosti k pohlavnímu styku ve výši 18 let je pro anální sex stále nesjednocený, ale to jak pro homosexuály, tak i pro heterosexuály. Pro orální i vaginální pohlavní styk mezi osobami různého i stejného pohlaví je stanoven na 16 let. Mnoho politiků i aktivistů toto vyhodnocuje jako diskriminaci a možnost změny je předmětem žhavých debat.
Kanada je všeobecně uznávána jako nejvíc gay friendly země na světě s bohatou gay scénou v Torontu, Montréalu, Vancouveru a Ottawě, jejichž dobře vybudovaná struktura gay village z nich činí celosvětově nejvíc gay friendly metropole. Podle posledních výzkumů a statistik podporuje stejnopohlavní manželství valná většina Kanaďanů.

## Ústavní právo

### Vymáhací mechanismus
Práva LGBT Kanaďanů jsou momentálně chráněná stejně široce jako práva ostatních spoluobčanů díky několika soudním kauzám, ve kterých se rozhodovalo v souladu se Sekcí 15 (Section 15) Kanadské listiny lidských práv a základních svobod (Canadian Charter of Rights and Freedoms, která tvoří součást Ústavy Kanady účinné od roku 1982. Sekce 15 je uznávána jako součást kanadského ústavního práva od roku 1985. Některé kauzy financovala sama federální vláda v rámci programu "Court Challanges Program", který v roce 1985 vyústil ve státem podporovanou změnu federální legislativy ve prospěch rovných práv garantovaných Listinou. Několik soudních kauz vyústivších ve změnu provinciálních zákonů bylo taktéž financovaných. Záleželo na rozhodnutí konkrétní provincie.

### Právo na rovné zacházení
Kanadská ústava přímo negarantuje, ani neodmítá práva LGBT komunity. Sekce 15 Listiny zakazuje nejzávažnější druhy diskriminace, s nimiž se mohou LGBT Kanaďané setkat. Sekce 15 (1) říká:
Všichni jednotlivci jsou si rovni před zákonem a mají právo na stejnou ochranu a rovné zacházení. Veškerá diskriminace, zejména ta založená na rase, národnosti či etniku, barvě pleti, pohlaví, věku, mentální nebo duševní poruchy, se nepřipouští.
Sekce 15 byla sepsána tak, aby chránila před veškerou diskriminací s uzavřeným výčtem diskriminačních důvodů (rasa, pohlaví,...), který nebyl příliš obsáhlý. V průlomovém rozsudku Nejvyššího soudu roku 1995 v kauze Egan vs. Kanada byla sexuální orientace nepřímo začleněná do sekce 15 jako "analogický důvod", na jehož základě je rovněž zakázána diskriminace.
Diskriminační důvody "pohlaví a "duševní porucha" jsou interpretovány tak, že zahrnují i transsexualitu a HIV/AIDS.
Sekce 15 tvoří nedílnou součást všech zákonů a nařízení, včetně vládních programů definovaných zákonem. Všechny místní vlády jsou zavázány se jí řídit. Neplatí však pro soukromý sektor. Čili v případě diskriminační stížnosti vůči majiteli restaurace je nutno se odvolávat na federální nebo provinciální anti-diskriminační legislativu, nikoli Listinu.

## Stejnopohlavní soužití
V letech 2002-2005 rozhodly soudy několika provincií a jednoho teritoria, že přístupnost manželského institutu pouze párům různého pohlaví představuje diskriminaci, a že a je v rozporu se Sekcí 15 'Listiny lidských práv a svobod, což vedlo k následnému zrušení federální definice manželství a legalizaci stejnopohlavního manželství. Již první soudní rozhodnutí zavázalo federální vládu legalizovat sňatky osob stejného pohlaví, nicméně pozdější jiná rozhodnutí přiznala právo jednotlivých jurisdikcí postavit se k této otázce, tak jak samy uznají za vhodné. Kanada je po Nizozemsku a Belgii třetí zemí na světě, která legalizovala manželství osob stejného pohlaví.
Od července 2005 je stejnopohlavní manželství legální ve všech provinciích a teritoriích, vyjma Alberty, Ostrova prince Edvarda, Severozápadního teritoria a Nunavut, zahrnující více než 85 % kanadské populace, která činí zhruba 31 milionů obyvatel.
V létě 2003 oznámila federální vláda, že se nehodlá odvolat proti soudnímu rozhodnutí, a že legalizuje stejnopohlavní manželství v celé zemi. Návrh byl předložen Nejvyššímu soudu Kanady, aby byla zajištěná nejen jeho kompatibilita s Listinou, ale aby také obstál u odpůrců stejnopohlavního manželství. Nejvyšší soud vyslyšel argumenty pro přijetí nového zákona v říjnu 2004. Návrh schválil parlament v červenci 2005, čímž učinil Kanadu čtvrtou zemí, která legalizovala stejnopohlavní manželství celostátně, a první, která umožnila jeho uzavírání i nerezidentům.
Novodobá studie Marka W. Lehmana potvrzuje, že se veřejné mínění kanadského obyvatelstva v letech 1997-2004 ke stejnopohlavnímu manželství dramaticky posunula: z menšinové podpory se stala podpora většinová. Příčina majoritní podpory se připisuje výraznému posunu všeobecného postoje veřejnosti ke gayům a lesbám.

## Souhrnný přehled
| Právo                                                                                   | Ano/Ne | Poznámka |
| --------------------------------------------------------------------------------------- | ------ | --- |
| Legální stejnopohlavní styk                                                             | Yes    | 1969 |
| Stejný věk legální způsobilosti k pohlavnímu styku pro obě orientace                    | No     | Nerovný věk pro anální styk jak pro homosexuály, tak i pro heterosexuály. V Britské Kolumbii, Novém Skotsku, Ontariu, Quebecu a Albertě neprosazováno. |
| Anti-diskriminační zákony v zaměstnání                                                  | Yes    | |
| Anti-diskriminační zákony v přístupu ke zboží a službám                                 | Yes    | 1998 |
| Anti-diskriminační zákony v ostatních oblastech (homofobní urážky, zločiny z nenávisti) | Yes    | 1998 |
| Stejnopohlavní manželství                                                               | Yes    | Celonárodně od roku 2005 mimo Albertu, Ostrov prince Edwarda, Severozápadní teritorium a Nunavut; předtím legální v 8 z 10 provincií (BC a ON v roce 2003, MB, QC, NS, SK a NL v roce 2004; NB v roce 2005) a jednom ze tří teritorií (YT v roce 2004) |
| Jiná forma stejnopohlavního soužití                                                     | Yes    | Páry stejného pohlaví získaly finanční a imigrační benefity v roce 2000. |
| Adopce dítěte partnera                                                                  | Yes    | Legální ve všech provinciích a teritoriích podle federálních zákonů (první jurisdikce 1996, poslední 2011) |
| Společná adopce dětí stejnopohlavními páry                                              | Yes    | Legální ve všech provinciích a teritoriích podle federálních zákonů (první jurisdikce 1996, poslední 2011) |
| LGBT osoby smějí otevřeně sloužit v armádě                                              | Yes    | Nařízení, které vylučovalo homosexuály z armády na 25 let, bylo zrušené v roce 1992.An order which had excluded homosexual persons from military services for 25 years was repealed in 1992, thus allowing LGBT people to serve openly in the Canadian Forces free from discrimination and harassment. |
| Možnost změny pohlaví                                                                   | Yes    | Různý přístup napříč provinciemi a teritoriemi.More precise regulations vary by province and territory, respectively. |
| Chirurgická změna pohlaví hrazená zdravotní pojišťovnou                                 | Yes    | V některých provinciciích ano, ale ne ve všech teritoriích |
| Transsexualita vyřazena ze seznamu nemocí                                               | No     | Všechny kanadské provincie stále aplikují DSM 4 (Diagnostický a statistický manuál), DSM 5 neschválen |
| Zákaz léčení homosexuality praktikovaného na nezletilcích                               | /      | Od roku 2015 v Manitobě a Ontariu, v ostatních jurisdikcích navrženo. |
| Přístup k umělému oplodnění pro lesbické ženy                                           | Yes    | |
| Rovný přístup k surogátnímu mateřství pro všechny páry                                  | Yes    | Od roku 2004 zakazuje zákon o asistované lidské reprodukci (Assited Human Reproduction Act) úplatné náhradní mateřství pro všechny páry - heterosexuální i homosexuální. Bezúplatné náhradní mateřství je však povolené a náhradním matkám mohou být hrazené určité výdaje. Quebecké zákony neumožňují bezúplatné i úplatné náhradní mateřství (přímo jej však nezakazují a gay mužům hradí určité náklady). |
| Náhradní mateřství pro gay páry                                                         | /      | Od roku 2013 v Albertě a Britské Kolubmii |
| MSM muži smějí darovat krev                                                             | /      | Od roku 2016 požadována 1roční zkušební lhůta |

## Další literatura
- HAUSSMAN, Melissa, Marian Sawer; Jill Vickers. Federalism, Feminism and Multilevel Governance - Chapter 7: Federalism and LGBT Rights in the US and Canada: A Comparative Policy Analysis. [s.l.]: Ashgate, 2010. Dostupné online. ISBN 978-0-7546-7717-8. S. 96–104.
- MCLEOD, Donald. Lesbian and Gay Liberation in Canada. Toronto: ECW Press, 1996-03-01. Dostupné online. ISBN 1-55022-273-2. S. 302 pages.